# Chlum u Nepřevázky
Chlum u Nepřevázky je přírodní památka jižně od Mladé Boleslavi ve Středočeském kraji. Tvoří ji tři oddělené lokality na svazích a úbočích výrazného masivu vrchu Chlum, potažmo Chloumeckého hřbetu v prostoru mezi vesnicemi Nepřevázka, Sýčina, Chloumek, Jemníky, Podchlumí a Bezděčín. Administrativně spadá území výše jmenovaných vsí pod městské úřady v Mladé Boleslavi a Dobrovici a obecní úřad v Nepřevázce. Vyhlášena byla 16. srpna 2016 na rozloze 60,3569 hektaru. Přírodní památka je součástí stejnojmenné a výrazně větší (223,34 hektaru) evropsky významné lokality a leží taktéž v přírodním parku Chlum.

## Charakteristika lokality
Přírodní památku tvoří téměř výlučně nelesní biotopy na území tří navzájem poměrně vzdálených a svým charakterem odlišných částí: louka u hájovny zvané Pod Chlumem u Jemník (nejsevernější a nejmenší část), bývalé vojenské cvičiště v místech zvaných Střelnice severně od Nepřevázky (geograficky prostřední a plošně největší část) a stráně pod Hrádkem (tedy zaniklým hradem Chlum) mezi Nepřevázkou, Chloumkem a Sýčinou (nejjižnější a rozlohou prostřední část).
Geomorfologicky leží území na pomezí celků Jičínská pahorkatina a Jizerská tabule, podcelků Turnovská pahorkatina a Dolnojizerská tabule a okrsků Chloumecký hřbet, respektive Luštěnická kotlina. Geologický podklad tvoří dílem staré pleistocenní terasy Jizery, dílem svrchnoturonské a spodnosenonské pískovcové až jílovcovo-slínovcové usazeniny. Na jižní straně Chloumeckého hřbetu pak i sprašové závěje. Z pedologického hlediska převažují na území hnědozemě, na spraších slabě oglejené, v lesích pak kambizemě, místy podzolované. Mimo les (tedy v prostoru vlastní přírodní památky) se na slínech, jílech a pískovcích vyvinuly pararendziny. 
Severní část chráněného území, tedy jeho nejmenší díl u hájovny Pod Chlumem, tvoří pravidelně (alespoň dvakrát ročně) sekané mezofilní až mírně vlhké či střídavě vlhké louky s poměrně dobře zachovalou vegetací. Prostřední část, tedy bývalé vojenské cvičiště, tvoří rozsáhlý komplex křovin střídaných širokolistými suchými trávníky, v nejnižších partiích pak střídavě vlhkými loukami. Od ukončení vojenských aktivit v roce 1991 leží toto území ladem, byla podniknuta pouze obnova tůní a dílčí zásahy směřující k regulaci křovin. Jižní část rozprostírající se na stráních pod Hrádkem tvoří zkulturněné pravidelně sekané louky s prvky mezofilních ovsíkových luk s přechody k širokolistým suchým trávníkům, dále komplexy křovin na místě někdejších teplomilných trávníků a vcelku zachovalé teplomilné trávníky, v minulosti využívané patrně jako pastviny a sady.

## Předmět ochrany
Přírodní památka byla vyhlášena k ochraně bezkolencových luk na vápnitých, rašelinných, nebo hlinito-jílovitých půdách (Molinion caeruleae), polopřirozených suchých trávníků a facií křovin na vápnitých podložích (Festuco-Brometalia) s výskytem řady chráněných a ohrožených druhů rostlin, k nimž patří zejména záraza vyšší (Orobanche elatior), pelyněk pontický (Artemisia pontica), bílojetel bylinný (Dorycnium herbaceum), kosatec sibiřský (Iris sibirica) a hadí mord španělský (Scorzonera hispanica).

## Rostlinstvo
Z botanického hlediska se jedná o významnou a druhově bohatou lokalitu. Při časově omezeném průzkumu v roce 2015 zde bylo zaznamenáno 343 druhů cévnatých rostlin, ale v následujících letech byly nacházeny další. 39 druhů z nich je uvedeno v Červeném seznamu ČR.
Na území přírodní památky se vyskytuje řada druhů charakteristických pro stanoviště suchých trávníků. Patří k nim mj. válečka prapořitá (Brachypodium pinnatum), sveřep vzpřímený (Bromus erectus), kostřava žlábkatá (Festuca rupicola), jehlice trnitá (Ononis spinosa), oman vrbolistý (Inula salicina), ostřice plstnatá (Carex tomentosa), ostřice chabá (Carex flacca), šalvěj luční (Salvia pratensis), chrpa čekánek (Centaurea scabiosa), svízel syřišťový (Galium verum), kozinec cizrnovitý (Astragalus cicer), krvavec menší (Sanguisorba minor), tolice srpovitá (Medicago falcata), řepík lékařský (Agrimonia eupatoria). Z vzácných a ohrožených druhů těchto stanovišť zde byly zaznamenány hadí mord španělský (Scorzonera hispanica), ledenec přímořský (Tetragonolobus maritimus), bílojetel bylinný (Dorycnium herbaceum), růže galská (Rosa gallica), mateřídouška panonská (Thymus pannonicus), černýš rolní (Melampyrum arvense), černohlávek dřípený (Prunella laciniata), záraza vyšší (Orobnache elatior), pelyněk pontický (Artemisia pontica) a kozinec dánský (Astragalus danicus).
Na čerstvě vlhkých stanovištích mezofilních luk najdeme běžné druhy, jako jsou třeba kopretina bílá (Leucanthemum vulgare), zvonek rozkladitý (Campanula patula), máchelka srstnatá (Leontodon hispidus), řebříček obecný (Achillea millefolia), pryskyřník prudký (Ranunculus acris), kakost luční (Geranium pratense), jitrocel kopinatý (Plantago lanceolata), bolševník obecný (Heracleum sphondylium), jetel luční (Trifolium pratense), svízel bílý (Galium album) či chrastavec rolní (Knautia arvensis). Na mírně vlhkých, popřípadě střídavě vlhkých stanovištích roste mj. krvavec toten (Sanguisorba officinalis), tužebník jilmový (Filipendula ulmaria), pcháč šedý (Cirsium canum), metlice trsnatá (Dechampsia cespitosa), svízel severní (Galium boreale), srpice barvířská (Serratula tinctoria), vzácněji pak koromáč olešníkový (Silaum silaus), žluťucha lesklá (Thalictrum lucidum) a kosatec sibiřský (Iris sibirica).
Tůňky, vlhké sníženiny nebo rýhy při okrajích cest hostí druhy mokřadních stanovišť, jako jsou třeba rákos obecný (Phragmites australis), orobinec širokolistý (Typha latifolia), různé druhy ostřic (Carex riparia, Carex acutiformis, Carex otrubae) a sítin (Juncus articulatus, Juncus inflexus); vzácně se zde vyskytuje i ostřice oddálená (Carex distans).
V lemu náletových dřevin při východním okraji vojenského cvičiště a na jihovýchodním okraji louky u hájovny lze nalézt některé typicky lesní druhy, jako jsou třeba jaterník podléška (Hepatica nobilis), svízel lesní (Galium sylvaticum), plicník tmavý (Pulmonaria obscura), kopytník evropský (Asarum europaum), bažanka vytrvalá (Mercurialis prennis), strdivka nicí (Melica nutan), ptačinec velkokvětý (Stellaria holostea), z vzácnějších pak okrotice bílá (Cephalanthera damasonium), medovník meduňkolistý (Melittis melissophyllum) a prorostlík dlouholistý (Bupleurum longifolium).
Z ruderálních druhů navážek, bývalých skládek a narušovaných ploch uveďme invazivní zlatobýl obrovský (Solidago gigantea) a expanzní třtinu křovištní (Calamagrostis epigeios). Nekontrolované a neregulované šíření obou těchto druhů představuje pro pestrost rostlinných společenstev chráněného území vážné nebezpečí. Ke zdejším ruderálním rostlinným druhům však patří i vzácný a ohrožený hlaváček letní (Adonis aestivelis), mák polní (Papaver argemone) či rýt barvířský (Reseda luteola).

## Zvířena
Ze zoologického hlediska nebyla přírodní památka dosud systematicky zkoumána. Pozornost byla věnována pouze některým dílčím skupinám živočichů, a sice motýlům (v prostoru vojenského cvičiště), pavoukům, obojživelníkům a ptákům.
Území je významné především entomologicky. Pokud jde o motýly, byli zde zachyceni např. modrásek vičencový (Polyommatus thersites), modrásek lesní (Cyaniris semiargus), soumračník skořicový (Spialia sertorus), batolec červený (Apatura ilia), vřetenuška ligrusová (Zygaena carniolica), ostruháček švestkový (Satyrium pruni), otakárek ovocný (Iphiclides podalirius) či otakárek fenyklový (Papilio machaon). Z pavouků zmiňme mj. sklípkánka černého (Atypis piceus), z brouků (v lokalitě dosud soustavněji neprozkoumaných) pak zlatohlávka zlatého (Cetonia aurata).
Výskyt obojživelníků je na území přírodní památky vázán na tůňky v areálu vojenského cvičiště a v blízkém okolí i na další menší vodní nádržky. Byli zde zaznamenáni čolek obecný (Lissotriton vulgaris), čolek velký (Triturus cristatus), kuňka obecná (Bombina bombina), ropucha obecná (Bufo bufo), ropucha zelená (Bufo viridis), skokan štíhlý (Rana dalmatina) a skokan hnědý (R. temporaria), většinou ovšem toliko v malých populacích. Z plazů byli pozorováni ještěrka obecná (Lacerta agilis) a slepýš křehký (Anguis fragilis). Předpokládá se ovšem výskyt dalších druhů, mj. užovky hladké.
Z významnějších ptačích druhů zde byla pozorována pěnice vlašská (Sylvia nisoria), ťuhýk obecný (Lanius collurio), bramborníček černohlavý (Saxicola rubicola), strnad luční (Miliaria calandra), křepelka polní (Coturnix coturnix), koroptev polní (Perdix perdix) a při zimování pak brkoslav severní (Bombycilla garrulus). Další pozoruhodné ptačí druhy obývají přilehlé háje Chloumeckého hřbetu např. slavík obecný (Luscinia megarhynchos), krutihlav obecný (Jynx torquilla), lejsek šedý (Muscicapa striata), datel černý (Dryocopus martius).

## Fotogalerie

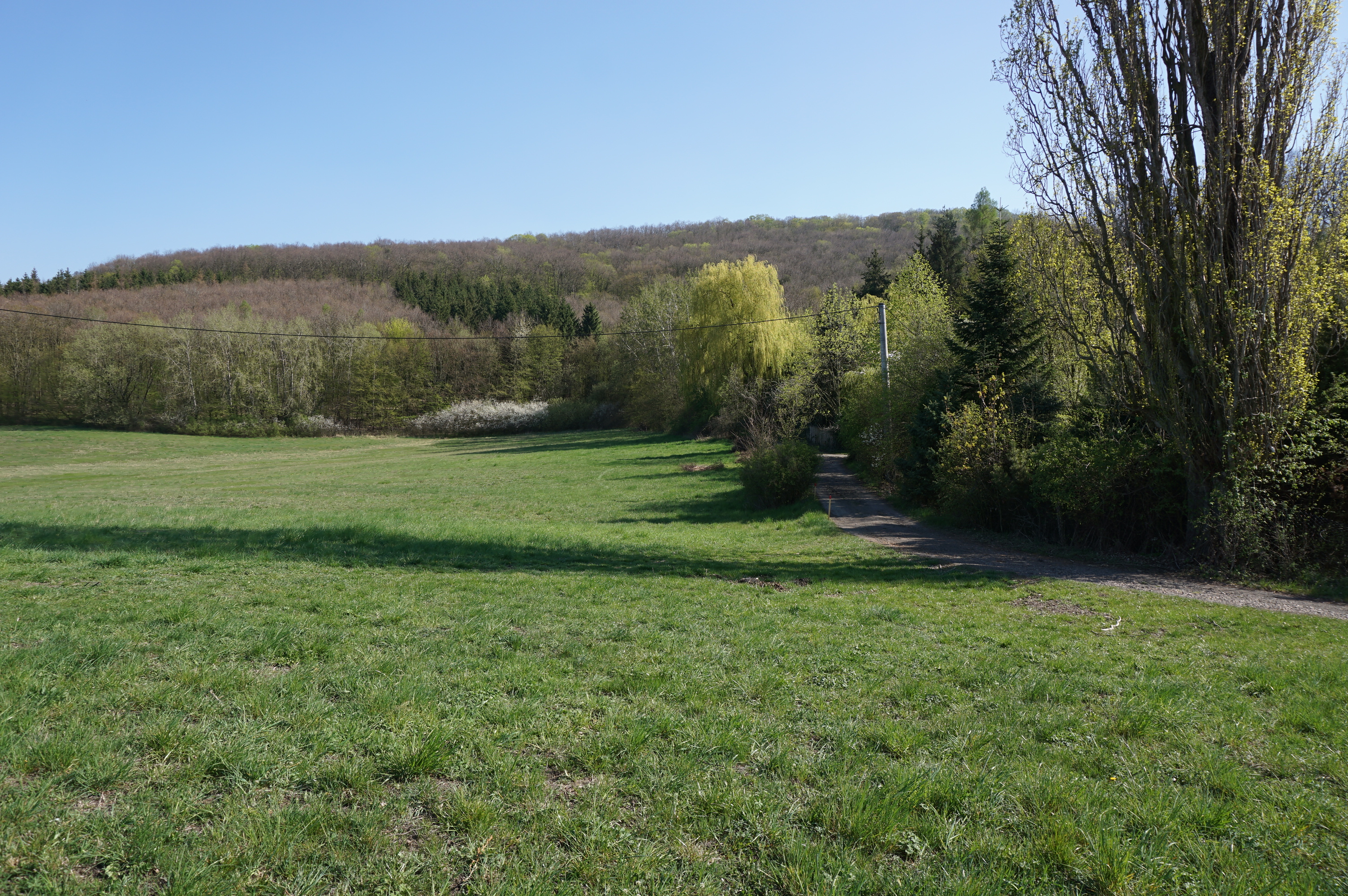
severní část PP u hájenky Pod Chlumem
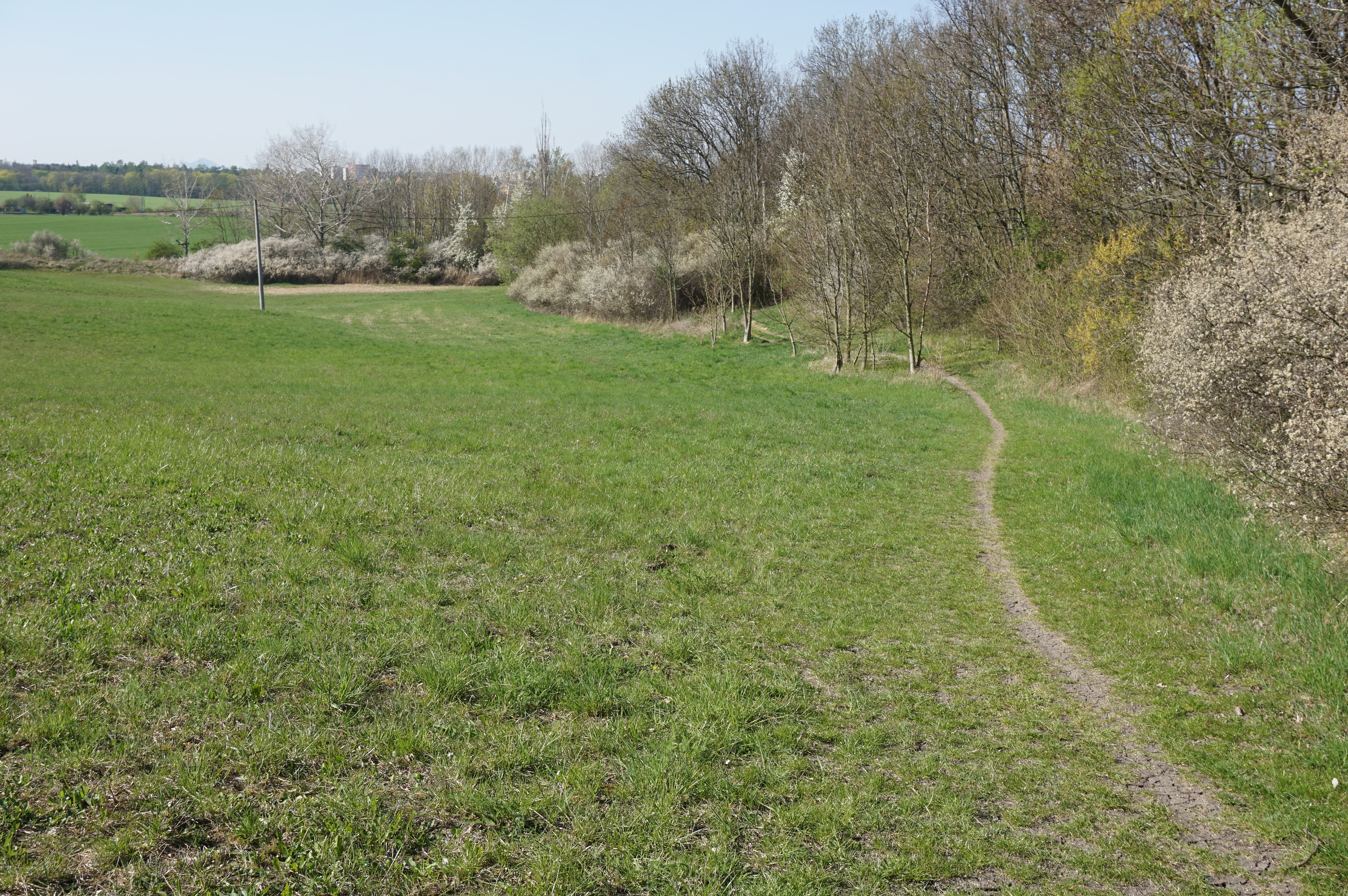
louky u hájenky
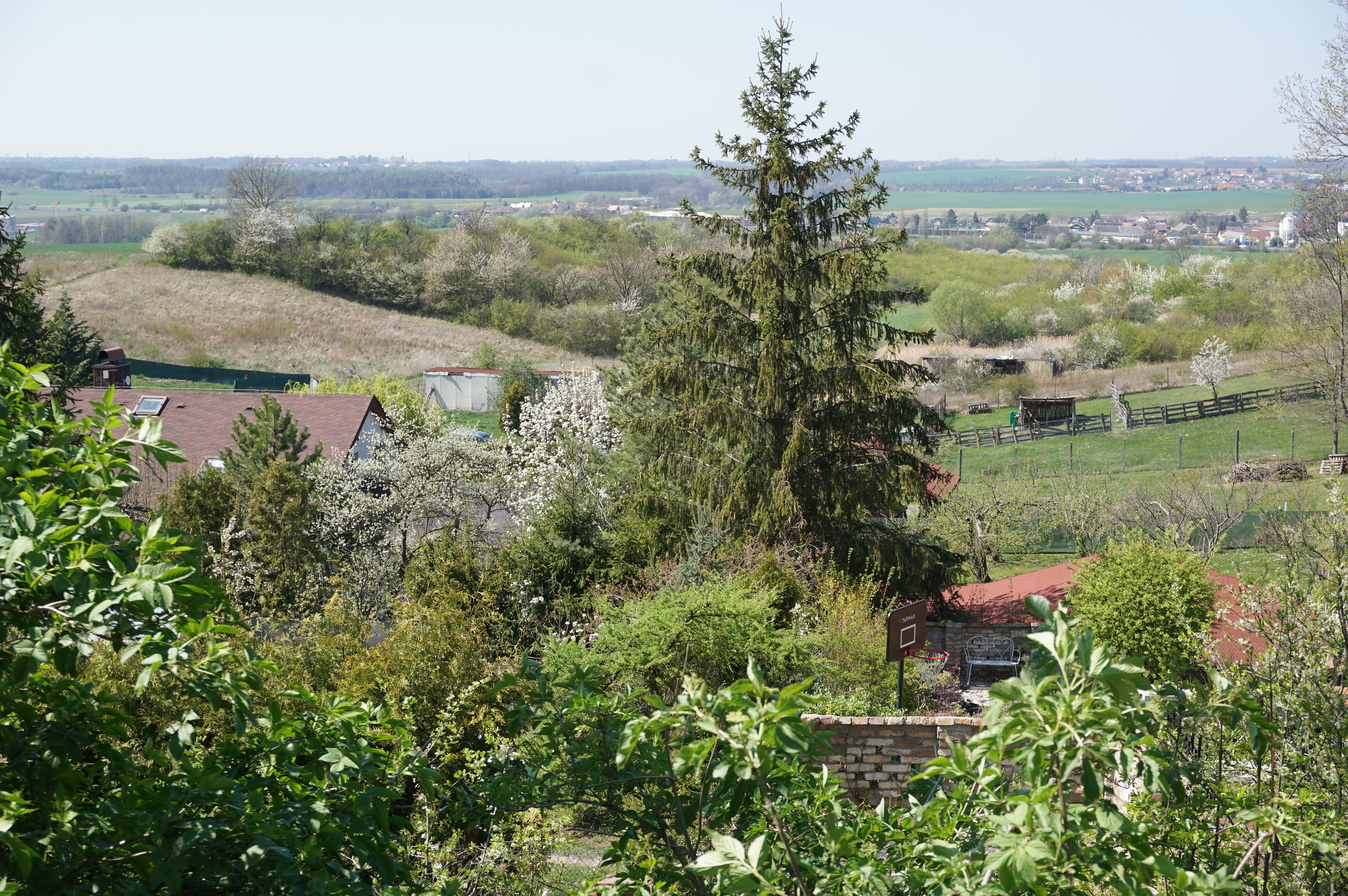
celkový pohled na střední část PP
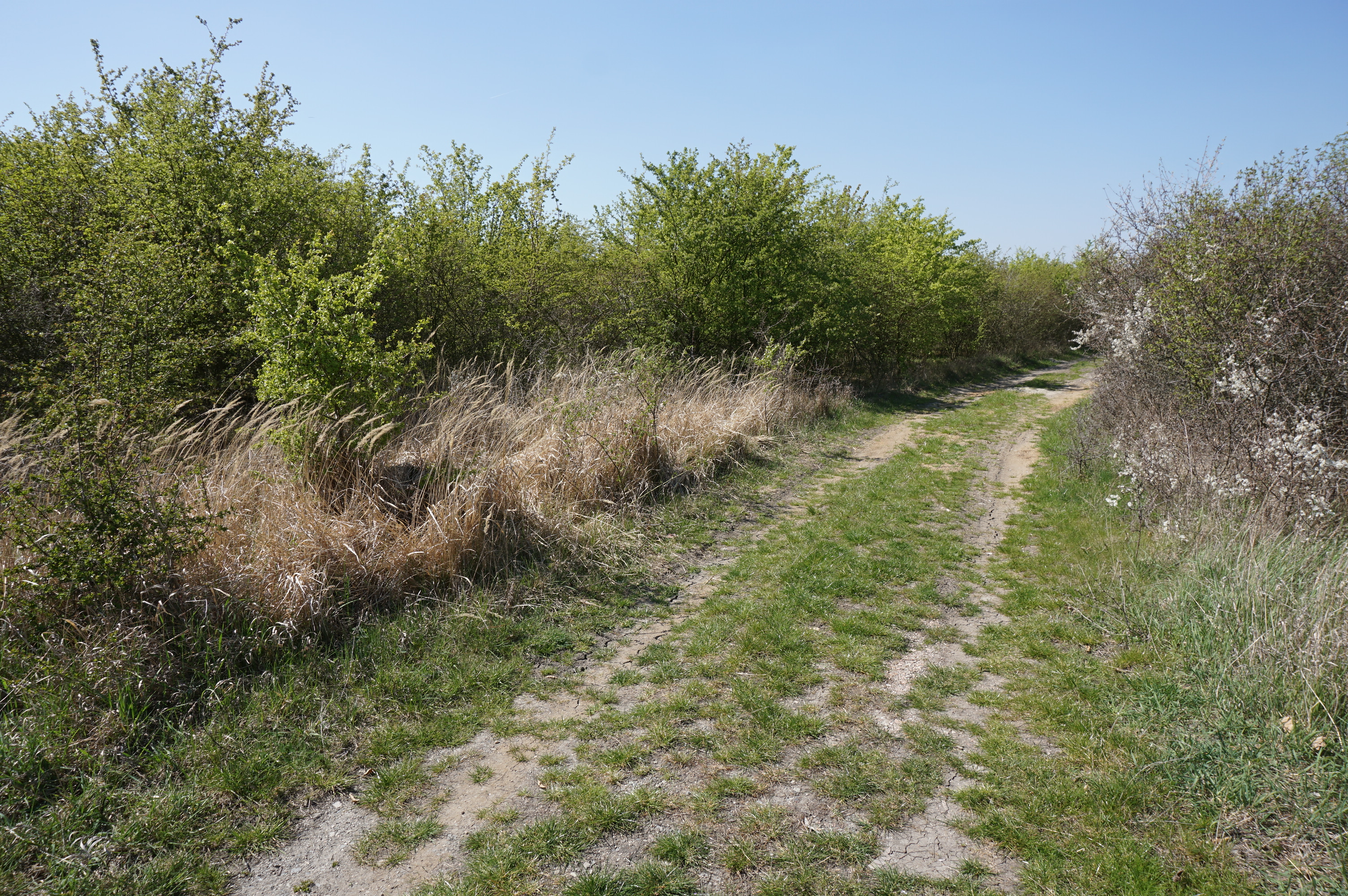
mozaika křovin na bývalém cvičišti
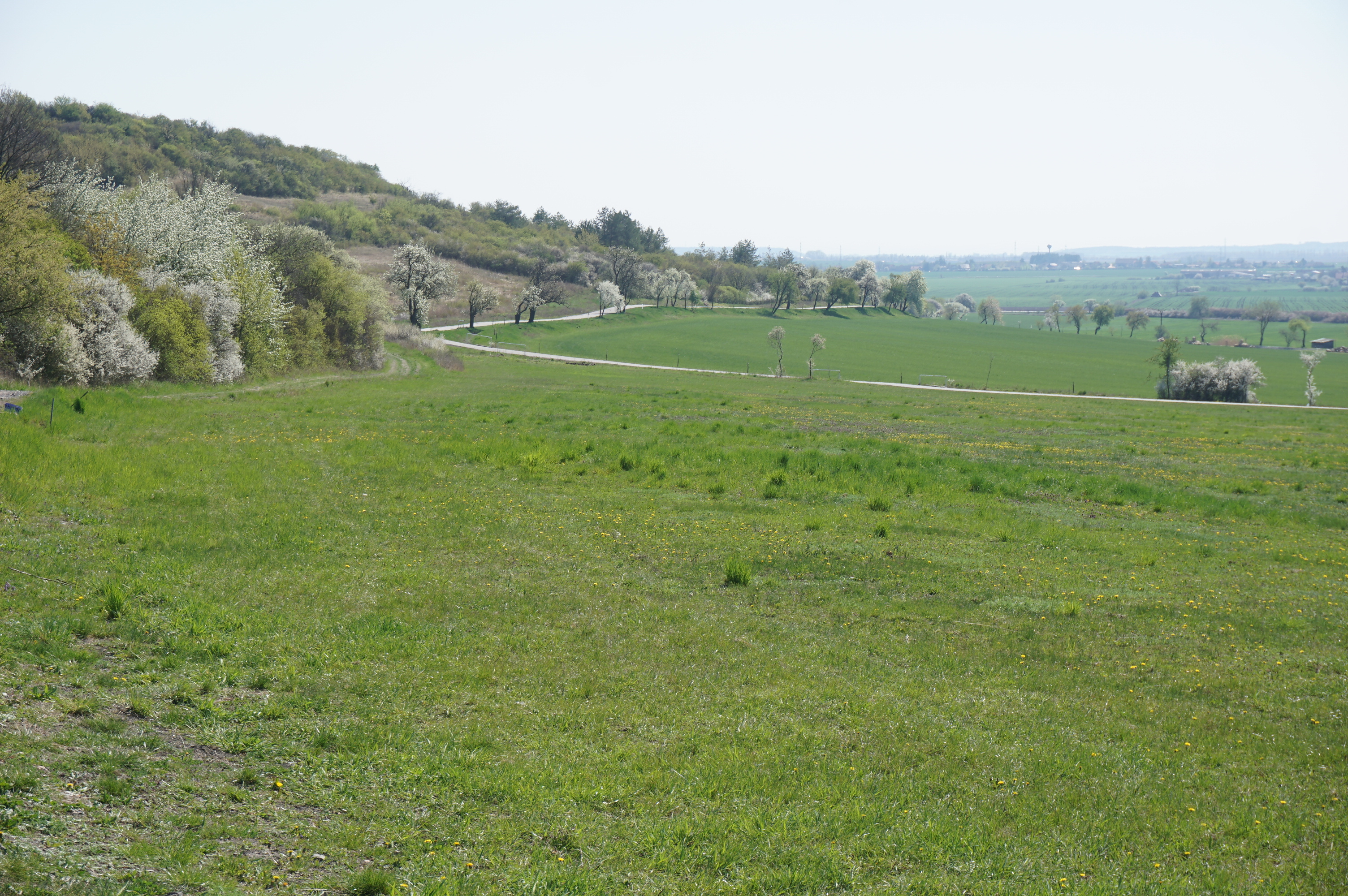
jižní část PP
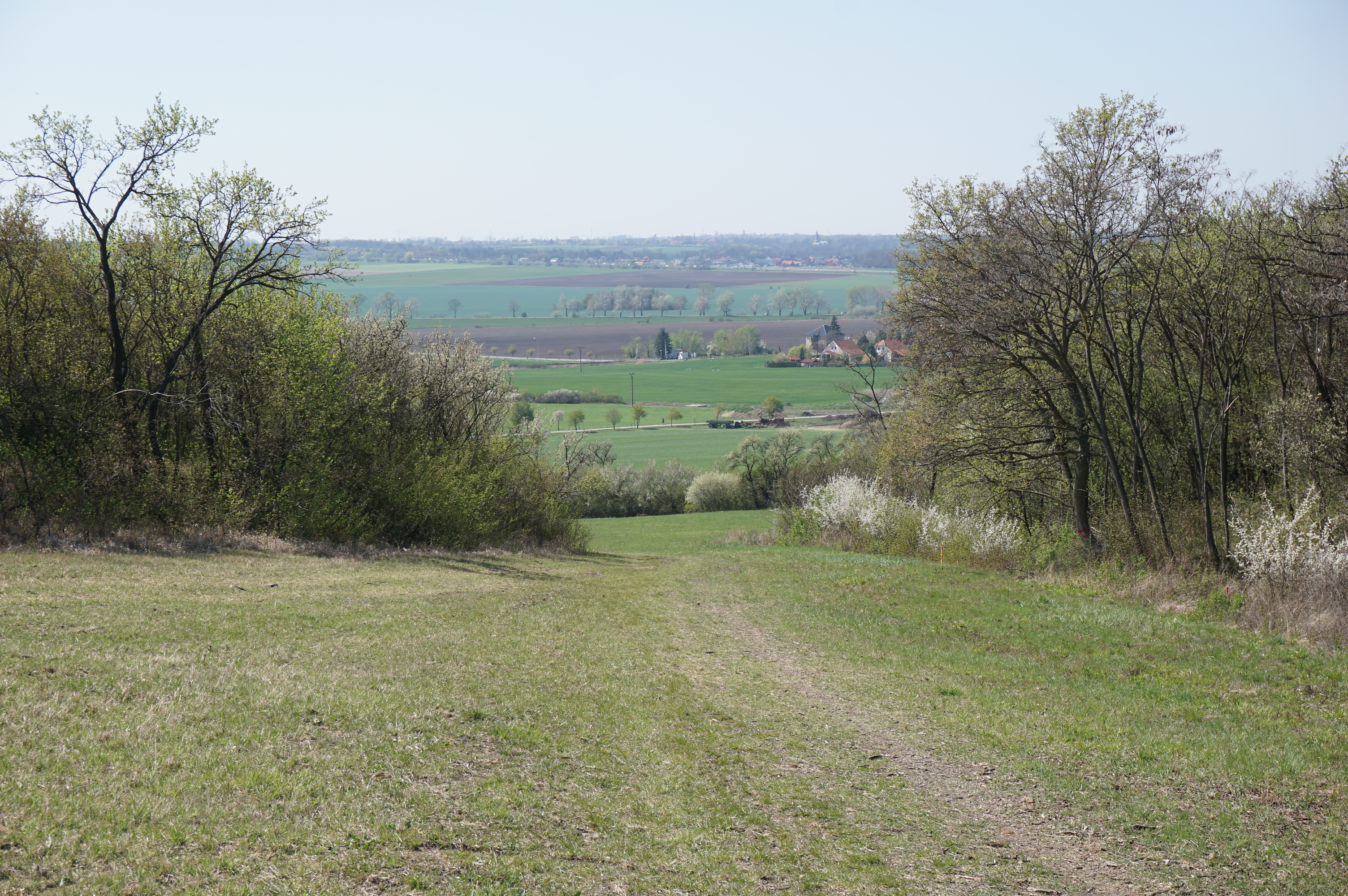
vyhlídka ze strání pod Hrádkem